# Cộng Hòa, Hải Nam
Cộng Hòa (chữ Hán giản thể: 共和县, bính âm: Gònghé Xiàn, âm Hán Việt: Cộng Hòa huyện) là một huyện thuộc châu tự trị Hải Nam, tỉnh Thanh Hải, Cộng hòa Nhân dân Trung Hoa. Huyện này có diện tích 16.050 ki-lô-mét vuông, dân số năm 2001 là 102.000 người, người Tạng chiếm 50%. Mã số bưu chính Cộng Hòa là. Chính quyền huyện Cộng Hòa đóng ở trấn Kháp Bốc Kháp.
- Trấn: Kháp Bốc Kháp, Đảo Thảng Hà, Hòa Dương Hạp.
- Hương: Thiết Cái, Đông Ba, Anh Đức, Sa Châu Ngọc, Nhập Địa, Hắc Mã Hà, Thạch 尕 Hợi, Giang Tây Câu và Thiết Cát.